# Vojenský jubilejní kříž
Vojenský jubilejní kříž (německy Militär-Jubiläumskreuz) bylo rakouské vojenské vyznamenání. Založil ho 2. prosince 1908 rakouský císař a uherský král František Josef I. při příležitosti šedesátého výročí jeho nastoupení na trůn. Vyznamenání obdrželi všichni příslušníci rakousko-uherské armády, námořnictva, ale i četnictva, pokud v den výročí byli v prezenční službě alespoň dva roky nebo se účastnili italského tažení Františka Josefa I. a maršála Radeckého z roku 1848. Vedle vojenského jubilejního kříže byly také vydány Jubilejní kříž pro civilní státní zaměstnance (Jubliäumskreuz für Zivilstaatsbedienstete) a Dvorský jubilejní kříž (Juliläums-Hofkreuz).

## Vzhled vyznamenání
Odznakem je tlapatý kříž, mezi jehož rameny se nachází vavřínový věnec. Uprostřed kříže se nachází medailon s vyobrazením doprava hledícího poprsí Františka Josefa I. v maršálské uniformě. Na zadní straně jsou pak letopočty 1848 a 1908.
Stuha je bílá s červeným postranním pruhem, uspořádaná do klasické trojúhelníkové rakousko-uherské vojenské propozice.